# Осів
О́сів — село в Україні, у Городоцькій селищній громаді Житомирського району Житомирської області. Населення становить 56 осіб.